# Hiperrealizmus

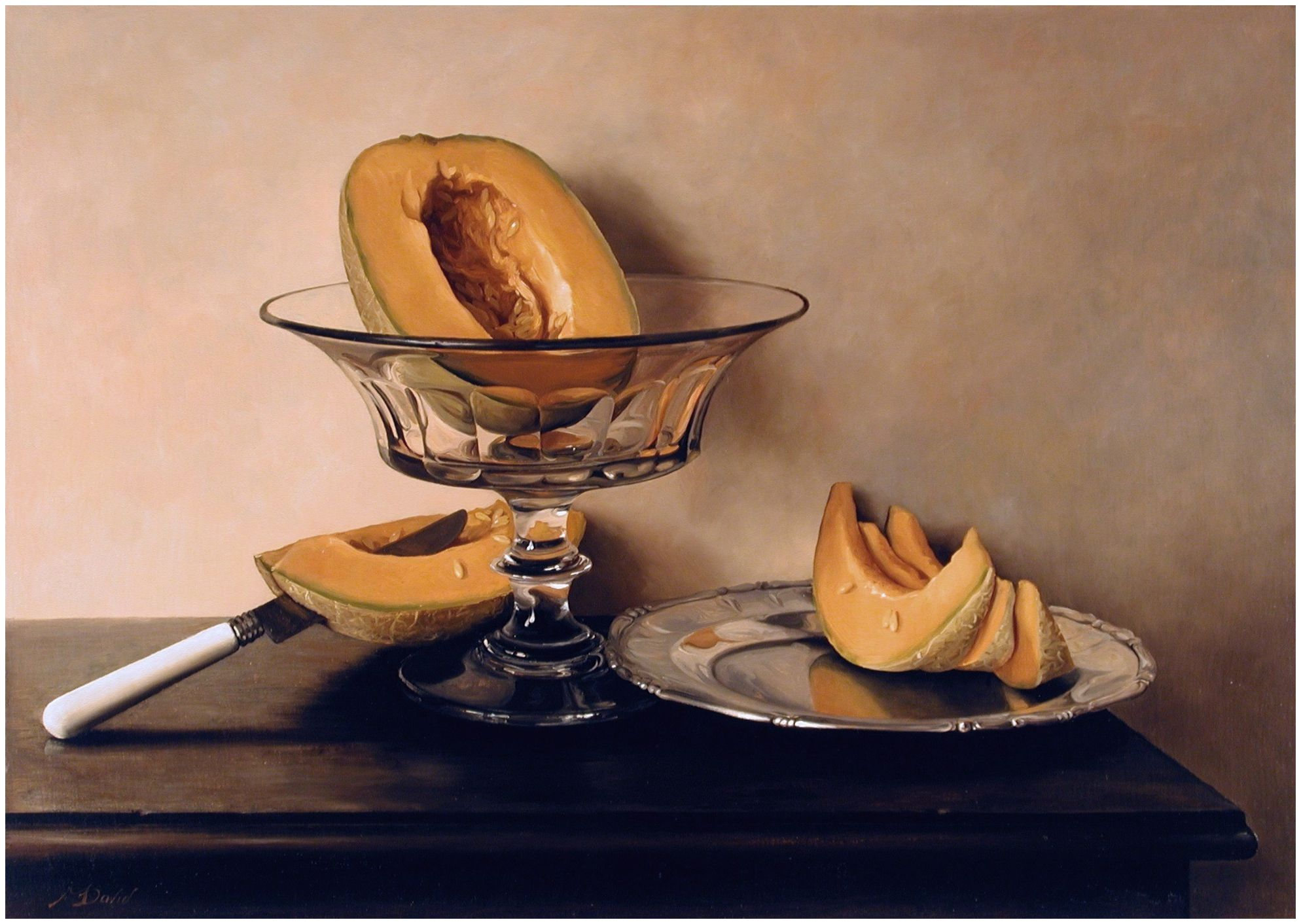
Mauro David hiperrealista festménye, a Sárgadinnye ólomüveg tálban (Fruttiera di cristallo con meloni)

A hiperrealizmus (a görög hüper „felett” és a latin realis: „valóságos” szóból) a valóság apró részleteit is hűen vagy akár felnagyítva ábrázoló képzőművészeti irányzat. Az elnevezés arra utal, hogy ennyire részletesen a valóságban talán nem is lehet látni az ábrázolt tárgyat.

## Leírása
Az 1960-as évektől egyes festők a valóság tárgyait sokszor töredékesen, de az egyes részleteket túlságosan felnagyítva, a szabad szemmel már nem látható részleteket, pórusokat, felületi szemcséket is érzékeltetve mutatják be. Ezáltal hívja fel a művész a néző figyelmét arra, hogy alaposabban szemügyre kell vennie a fotográfiák üzenetét.
A pop-art hűvös elidegenedettségét és iróniáját viszik tovább, aktjaikat, arcképeiket, nagyvárosi tájképeiket többnyire felnagyított fotók alapján festik. Léteznek hiperrealista szobrok is, melyek általában szintén az apró részletekig hű ábrázolásra törekszenek. Ennek egyik ismert képviselője Ron Mueck kortárs ausztrál szobrász.
A művészettörténeti szakirodalomban gyakran a fotórealizmust nem tárgyalják külön stílusként, hanem besorolják, egynek veszik a hiperrealizmussal. Van olyan képzőművész, pl. Méhes László, akit mind a hiperrealistákhoz, mind a fotórealistákhoz besorolnak. Az alábbiakban közreadjuk a legismertebb hiperrealisták képviselőit, s külön ábécé rendben azon magyar festőket, akik kapcsolódtak egy-egy időszakaszban a hiperrealizmushoz. A stílusok oly gyorsan követik egymást, hogy szinte természetes, hogy egy-egy képzőművész alkotói munkássága több egymás után következő stílus korszak jegyeit mutatja.

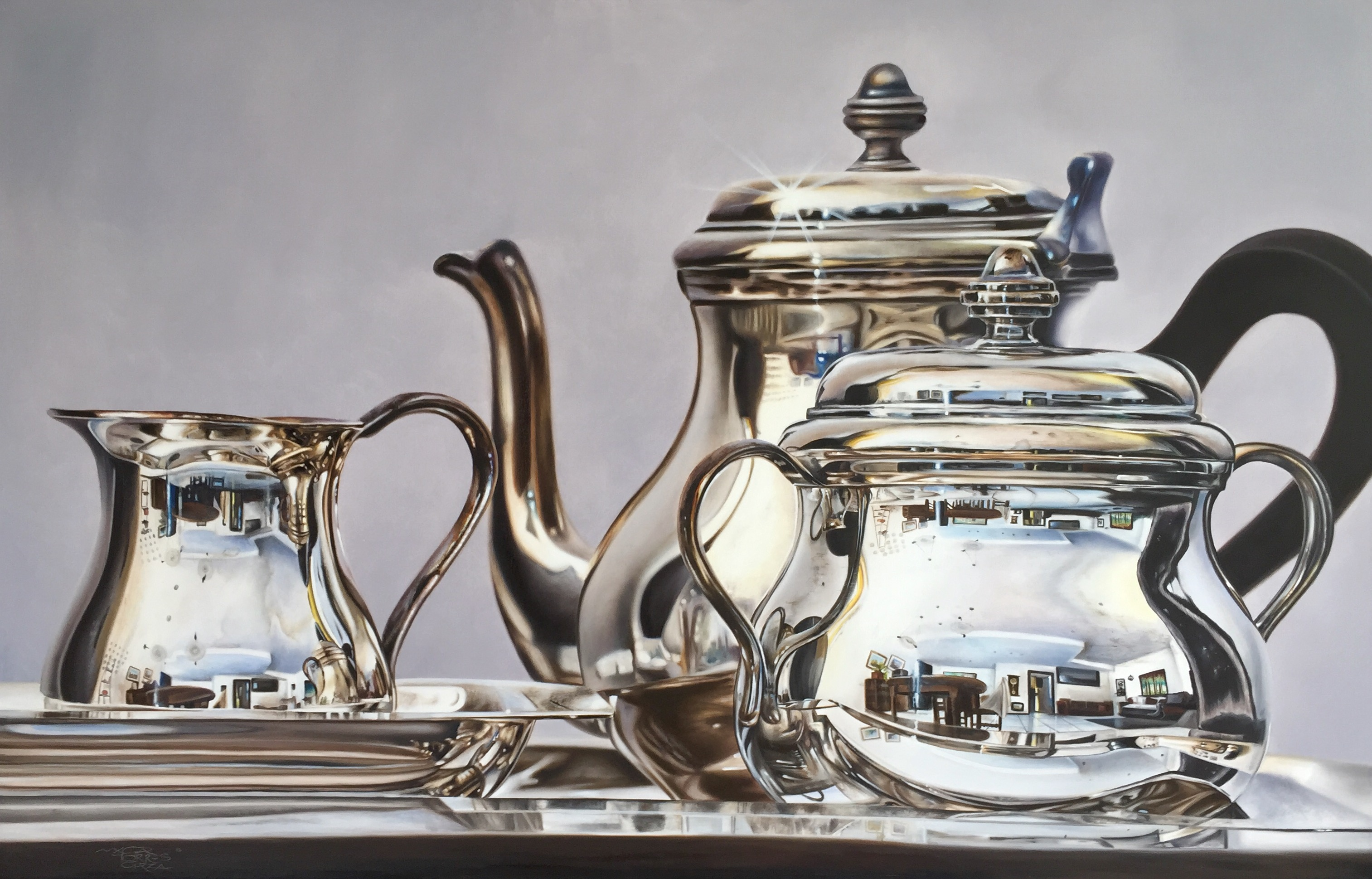
Magda Torres Gurza La hora del té (olajfestmény, 90x140 cm).
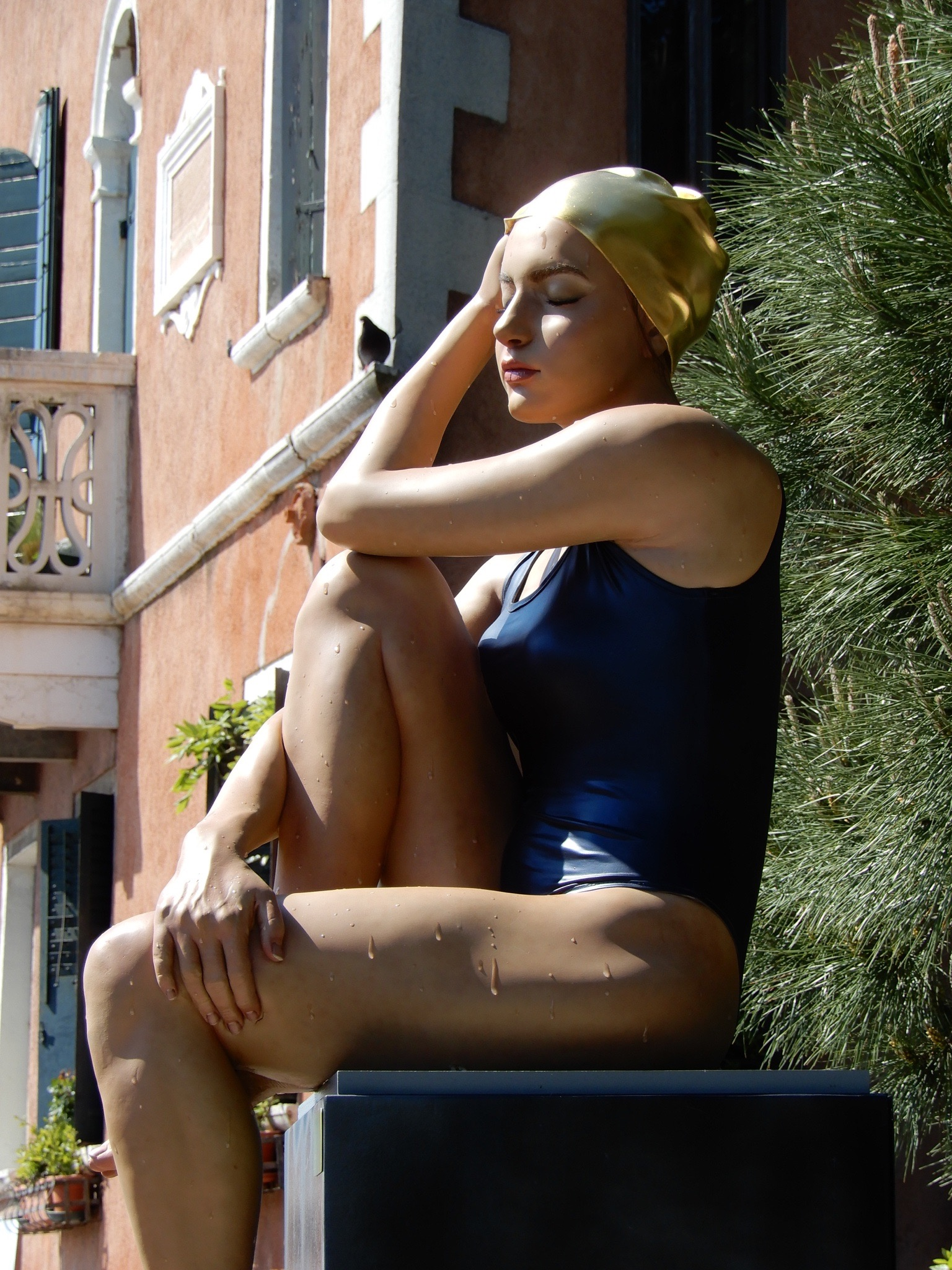
Carole A. Feuerman szobra The Midpoint 2017, Velencei biennálé
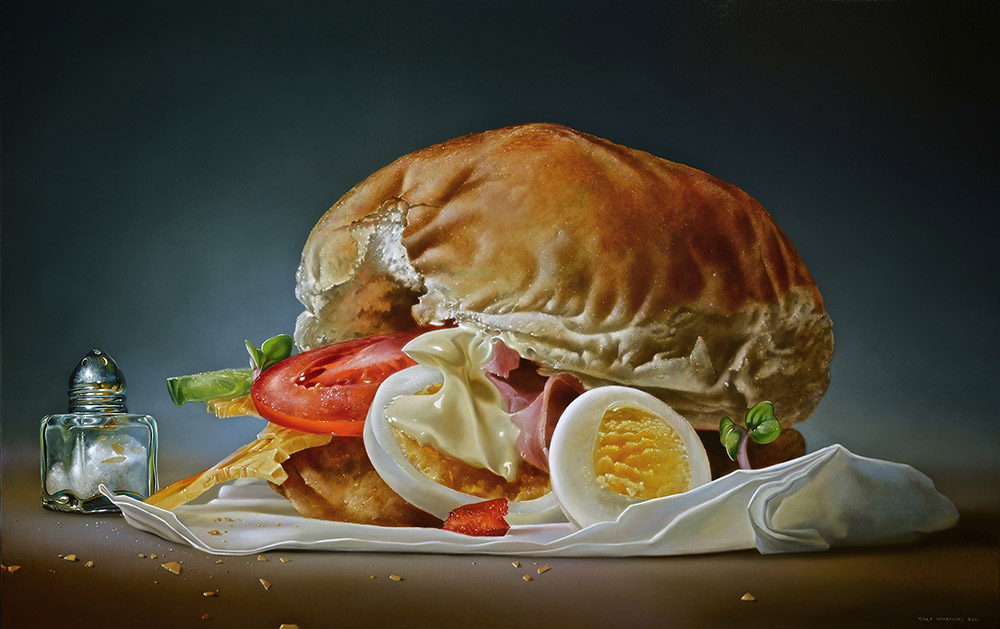
Tjalf Sparnaay Bread with Ham and Egg, 2014 (olajfestmény, 95x150 cm)

## Ismertebb képviselői
- Chuck Close: Linda (1975-1976)
- Lakner László: Mosoly (1969), Kiscelli Múzeum, Budapest; Önarckép önkioldóval (1970), Galleria degli Uffizi, Firenze
- Méhes László: Hétköznap (1969), Langyosvíz (1970)
- Fehér László: Aluljáró I. (1975)
- Richard Estes: Telefonfülkék (1968)
- Jason de Graaf
- Roberto Bernardi
- Fazakas János László

## Hiperrealizmus-közeli magyar festők betűrendben
| - Barabás Márton - Balogh Gyula - Bernáthy Sándor - Birkás Ákos - Csernus Tibor - Fehér László | - Kelemen Károly - Kéri Ádám - Kocsis Imre - Kuti Dénes - Marosvári György - Méhes Lóránt | - Nyári István - Sándorfi István - Szabó Ábel - Szakáll Ágnes - Székelyhidi Gyula - Töttös Kata - Varkoly László |